# Psychotria viridis
Psychotria viridis também conhecida como Chacrona, é uma planta arbórea, de caule escuro, da família Rubiaceae. Juntamente com o cipó-mariri, é ingrediente fundamental na preparação da bebida enteógena sacramental ayahuasca, é utilizada nos cultos do Santo Daime, União do Vegetal e outros rituais xamânicos.
Diversas espécies de Psychotria apresentam componentes bioativos. Alguns exemplos incluem atividade antibiótica nos extratos de P. microlabastra e P. capensis (África); atividade antiviral em P. serpens (China) e atividades anti-inflamatória, antivirais - antifúngicos é encontrada em P. insularum (América Central) e P. hawaiiensis respectivamente e harmina. As moléculas ativas produzidas por espécies de Psychotria incluem: naftoquinonas, peptídeos, benzoquinona, pigmentos e alcalóides.. O DMT, componente bioativo da P. viridis, por sua vez, é encontrado em diversas espécies de plantas, fungos e animais.

## Descrição
Os autores Rivier e Lindgreen (1972) citam a descrição feita por Del Castillo (1962):
| “ | A chacrona, Psychotria viridis é uma árvore de 3 a 4,5 metros de altura, de raiz napiforme, caule lenhoso, cilíndrico, de 10 ou mais centímetros de diâmetro. O córtex é de cor verde, ligeiramente escuro com manchas esbranquiçadas e distribuídas como pequenas áreas de aspecto geográfico do modo que o conjunto recorda a pele de uma serpente. As folhas são de forma lanceolada, alargadas, inteiras, de pecíolo muito curto. São folhas peninervadas, com mais de 10 nervuras secundárias. Por sua disposição no caule são opostas e cruzadas. As folhas medem de 13 e 15 cm de largura (incluindo o pecíolo) por 4,5cm. O pecíolo mede 0,5cm de comprimento. A inflorescência é composta, definida. O fruto é pequeno, de 4,5 x 5 mm, epicarpo de cor roxa como a cereja quando está madura; é uma drupa, encerra duas sementes que nos recordam o café. As sementes são duas e se abrem igual ao café, convexas em sua parte dorsal e aplanadas em sua parte ventral por onde se unem; unidas dão forma de um ovóide, de 4 x 4,5 mm." | ” |

## Ver também

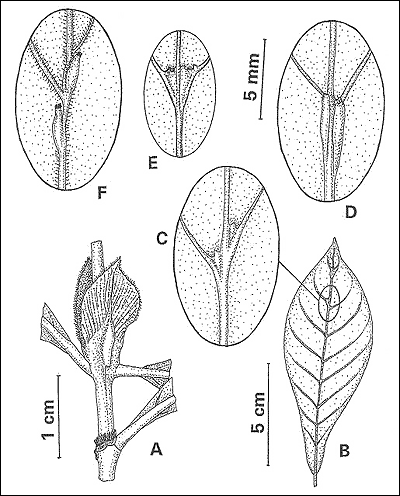
Características da folha da chacrona

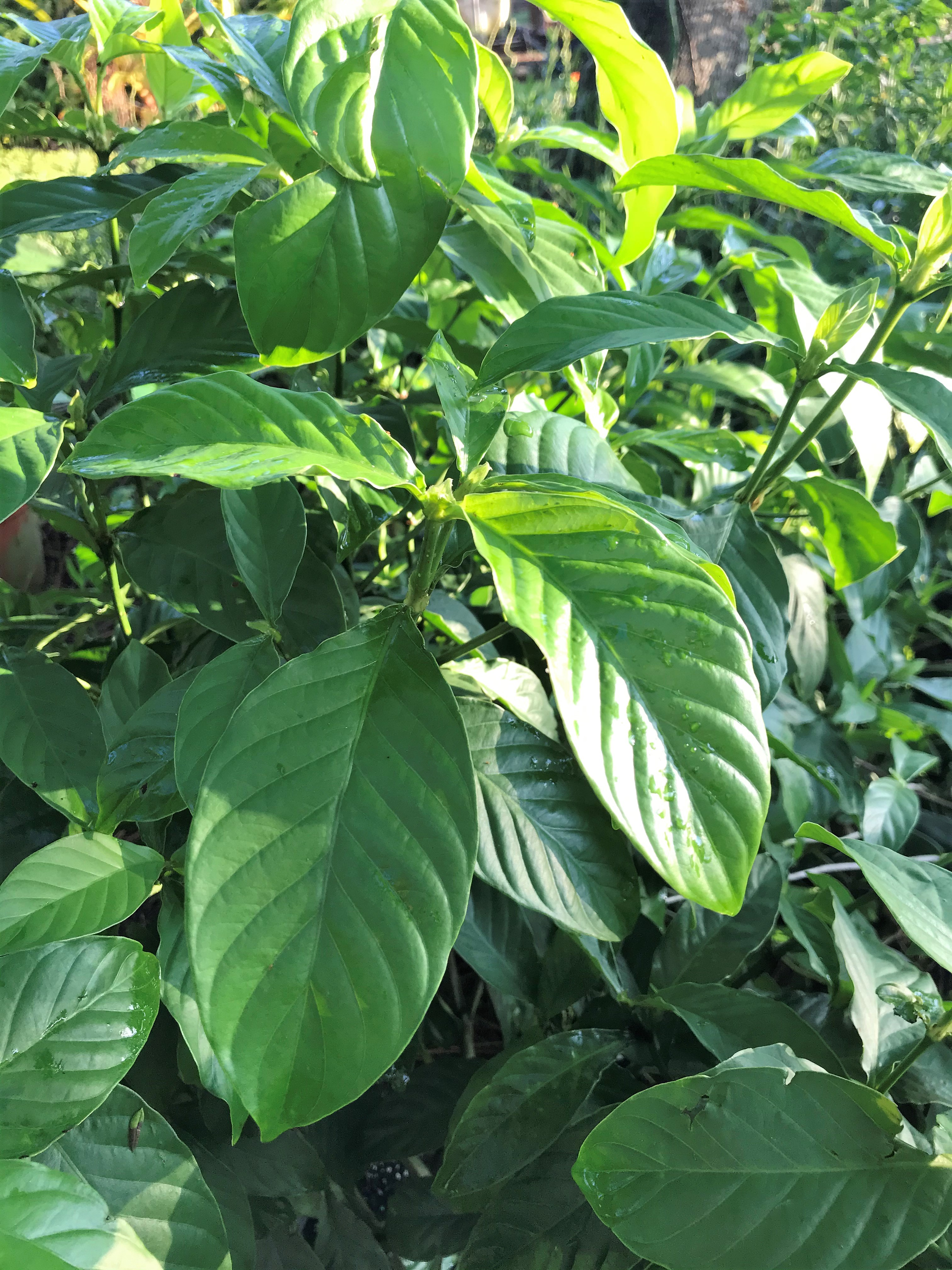
Folhas de Psychotria viridis.

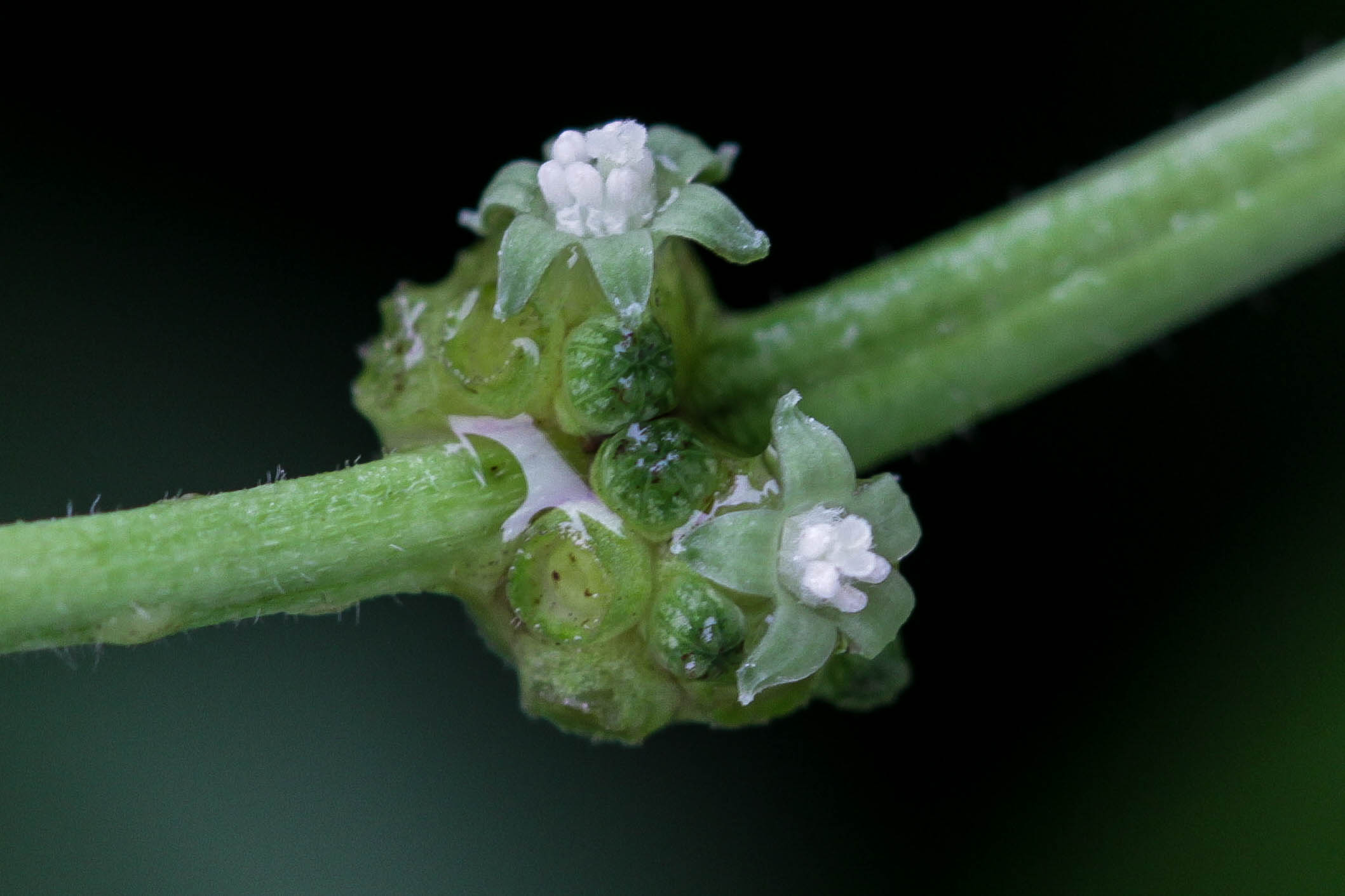
Flor da Psychotria viridis.